# Yelm High School
Yelm High School je střední škola ve městě Yelm v americkém státě Washington. Je částí nejstaršího školního okrsku ve státě, zvaného Yelm Community Schools.
Samotné město Yelm má jen okolo sedmi tisíc obyvatel, a tak školu navštěvují i studenti z venkovského okolí. Díky tomu má poměrně unikátní trasy školního autobusu.
Na podzim 2006 se škola přestěhovala do nové budovy, poté, co ta stará byla zbořena. Maskotem školy je tornádo, jelikož se jednou na začátku 20. století přes Yelm přehnalo malé tornádo, což není v oblasti obvyklé.